# 포노르
포노르(슬로베니아어: Ponor)는 카르스트 지형에서 물이 흘러 빠져나가는 자연통로다. 지질학과 지형이 전형적으로 다공성 석회암 암석에 의해 지배되는 카르스트 지형에서 발견될 수 있다. 포노르는 하천이나 호수의 물을 지속적으로 배수할 수 있으며 때로는 에스타벨(estavelle)과 유사하게 샘 역할을 할 수도 있다. 형태학적으로 포노르는 큰 구덩이와 동굴, 큰 균열과 동굴, 작은 균열의 망(network), 퇴적층, 충적 배수구의 형태로 나타난다.

## 설명
돌리네는 바로 아래에 구멍이나 구멍이 있는 표면 지형의 함몰인 반면, 포노르는 표면 하천이나 호수가 부분적으로 또는 완전히 지하에서 카르스트 지하수 시스템으로 흐르는 일종의 입구이다. 꾸준한 물 침식은 (주로 석회암) 암석, 역암 또는 느슨한 물질에서 입구를 형성하거나 확대했을 수 있다. 카르스트 지형은 소규모 포노르를 통한 지표수 손실과 광대한 지하 시스템을 통과한 후 다시 나타나는 것으로 알려져 있다.